# باربارا ساس
باربارا ساس (لهستانی: Barbara Sass؛ ۱۴ اکتبر ۱۹۳۶ – ۲ آوریل ۲۰۱۵) فیلم‌نامه‌نویس و کارگردان نمایش اهل لهستان بود.
از فیلم‌های وی می‌توان به زنان عنکبوتی (۱۹۹۳) اشاره نمود.